# Теб (коммуна)
Теб (фр. Thèbe, окс. Teve) — коммуна во Франции, находится в регионе Юг — Пиренеи. Департамент — Верхние Пиренеи. Входит в состав кантона Молеон-Барус. Округ коммуны — Баньер-де-Бигор.
Код INSEE коммуны — 65441.

## География

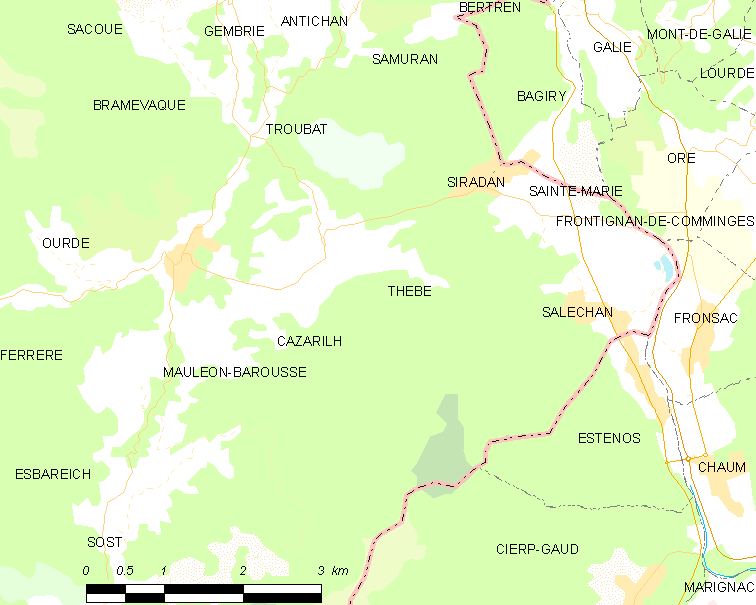
Карта коммуны

Коммуна расположена приблизительно в 670 км к югу от Парижа, в 100 км юго-западнее Тулузы, в 55 км к юго-востоку от Тарба.

## Климат
Климат умеренно-океанический с солнечной тёплой погодой и обильными осадками на протяжении практически всего года.

## Население
Население коммуны на 2010 год составляло 81 человек.
| 1962 | 1968 | 1975 | 1982 | 1990 | 1999 | 2010 |
| ---- | ---- | ---- | ---- | ---- | ---- | ---- |
| 89   | 67   | 78   | 66   | 54   | 48   | 81   |

## Администрация
| Период | Период | Фамилия        | Партия | Примечания |
| ------ | ------ | -------------- | ------ | ---------- |
| 1997   | 2010   | Кристоф Сапен  |        |            |
| 2010   | 2012   | Мари-Клод Боск |        |            |
| 2012   | 2020   | Жан-Луи Фуа    |        |            |

## Экономика
В 2010 году среди 42 человек трудоспособного возраста (15-64 лет) 30 были экономически активными, 12 — неактивными (показатель активности — 71,4 %, в 1999 году было 57,7 %). Из 30 активных жителей работали 28 человек (15 мужчин и 13 женщин), безработных было 2 (1 мужчина и 1 женщина). Среди 12 неактивных 2 человека были учениками или студентами, 7 — пенсионерами, 3 были неактивными по другим причинам.